# Tenuipalpus viticola
Tenuipalpus viticola är en spindeldjursart som beskrevs av Al-Gboory 1987. Tenuipalpus viticola ingår i släktet Tenuipalpus och familjen Tenuipalpidae. Inga underarter finns listade i Catalogue of Life.